# Sant Iscle de Colltort
Sant Iscle és un edifici religiós que, juntament amb altres cases, conforma un veïnat que havia estat el poble de Sant Iscle de Colltort al municipi de Sant Feliu de Pallerols (Garrotxa). Situat a la capçalera de la riera de Sant Iscle i al peu del castell de Colltort (845 m d'altitud). Petit exemplar romànic molt modificat. L'absis fou substituït per una ampliació del temple. A l'entrada hi ha un petit porxo i el campanar està coronat per merlets.El portal d'entrada està treballat en pedra i les obertures són escasses.
El castell de Colltort està documentat el 1017 en què havia estat donat en feu pel comte de Barcelona Ramon Borrell. La jurisdicció del terme passa a la senyoria d'Hostoles i després als Santa Pau. El segle xviii pertanyia a la batllia reial d'Hostoles. L'església de Sant Iscle també està documentada l'any 1017.